# Petišovci
Petišovci (madžarsko Petesháza) so naselje v Občini Lendava. Kraj je opredeljen kot območje, kjer avtohtono živijo pripadniki madžarske narodne skupnosti in kjer je poleg slovenščine uradni jezik tudi madžarščina.